# Ким Џонг Ун
Ким Џонг Ун (кореј. 김정은; Пјонгјанг, 8. јануар 1984) је најмлађи од три сина некадашњег севернокорејског вође Кима Џонг Ила и његов наследник на том положају. По објављивању смрти његовог оца, државна телевизија га је прогласила за „великог наследника”. Званичне функције Кима Џонг Уна су Први председник Националног комитета одбране Демократске Народне Републике Кореје, Врховни командант Корејске народне армије, Први секретар Радничке партије Кореје и Председник Централне војне комисије Радничке партије Кореје. Пред крај очеве владавине, 2010. године, постао је генерал у севернокорејској војсци и потпредседник Централне војне комисије. Пуних десет година од 18. јуна 2012. носио је чин Маршала Народне Републике Кореје. Дана 26. априла 2022. године, унапређен је највиши чин Генералисимуса, први највиши чин у војсци Северне Кореје.

## Младост
Севернокорејске власти и државни медији су изјавили да је Ким Џонг Ун рођен 8. јануара 1982. године, али јужнокорејски обавештајни званичници верују да је стварни датум годину дана касније, 1983. године. Влада САД наводи да је година његовог рођења 1984. година, на основу пасоша који је користио док је студирао у Швајцарској. Ко Јонг Сук, Кимова тетка која је пребегла у Сједињене Државе 1997. године, такође је потврдила датум рођења 1984. годину, тврдећи да је Ким био истих година као и њен син, који му је био друг у игри од малих ногу. Сматра се да је званична година Кимовог рођења промењена из симболичних разлога; 1982. је обележила седамдесети рођендан његовог деде Ким Ил Сунга и четрдесет година након званичног рођења његовог оца Ким Џонг Ила.
Ким Џонг Ун је друго од троје деце Ко Јонг Хуи и Ким Џонг Ила; Његов старији брат, Ким Џонг Чул, рођен је 1981. године, док се верује да је његова млађа сестра, Ким Јо Џонг, рођена 1987. године. Он је унук Ким Ил Сунга, који је био оснивач и водио Северну Кореју од њеног оснивања 1948. године до своје смрти 1994. године. Ким је први лидер Северне Кореје који је рођен као држављанин Северне Кореје, његов отац је рођен у Совјетском Савезу, а деда током јапанског колонијалног периода.
Наводно су сва деца Ким Џонг Ила живела у Швајцарској, као и мајка два најмлађа сина, која је неко време живела у Женеви. Први извештаји су говорили да је Ким Џонг Ун похађао приватну Међународну школу у Берну у Гимлигену у Швајцарској под именом „Чол-пак“ или „Пак-чол“ од 1993. до 1998. године. Описан је као стидљив, добар ученик који се добро слагао са својим школским друговима и био је љубитељ кошарке. Пратио га је старији ученик, за кога се сматрало да му је телохранитељ. Његов старији брат Ким Џонг Чул је такође похађао школу са њим.
Касније је објављено да је Ким Џонг Ун похађао државну школу Либефелд Штајнхелцли у Кеницу, близу Берна, под именом „Пак-ун“ или „Ун-пак“ од 1998. до 2000. године као син запосленог у севернокорејској амбасади у Берну. Власти су потврдиле да је један севернокорејски ученик похађао школу током тог периода. Ким је прво похађао специјално одељење за децу која уче стране језике, а касније је похађао редовну наставу 6, 7, 8. и део последњег 9. разреда, нагло напуштајући школу у јесен 2000. године. Описан је као добро интегрисан и амбициозан ученик који је волео да игра кошарку. Међутим, наводи се да су његове оцене и посећеност били лоши. Амбасадор Северне Кореје у Швајцарској, Ри Чол, имао је близак однос са њим и деловао је као ментор. Један од Кимових школских другова рекао је новинарима да му је рекао да је син лидера Северне Кореје. Према неким извештајима, Кима су школски другови описали као стидљиво дете које је било неспретно са девојчицама и равнодушно према политичким питањима, али које се истакло у спорту и било је фасцинирано Америчком националном кошаркашком асоцијацијом и Мајклом Џорданом. Један пријатељ је тврдио да су му показивали слике Кима са Кобијем Брајантом и Тонијем Кукочем.
У априлу 2012. године, појавили су се нови документи који указују на то да је Ким Џонг Ун живео у Швајцарској од 1991. или 1992. године, раније него што се раније мислило.
Лабораторија за анатомску антропологију на Универзитету у Лиону, Француска, упоредила је слику Кима снимљену у школи Либефелд Штајнхелцли 1999. године са сликом Ким Џонг Уна из 2012. године и закључила да лица показују подударност од 95%, што сугерише да је највероватније да се ради о истој особи.
The Washington Post је 2009. године објавио да су се школски другови Ким Џонг Уна сећали да је „проводио сате радећи педантно цртање оловком суперзвезде Чикаго булса, Мајкла Џордана“. Био је опседнут кошарком и компјутерским играма, и био је љубитељ акционих филмова Џекија Чена.
Већина аналитичара се слаже да је Ким Џонг Ун похађао Универзитет Ким Ил Сунг, водећу школу за обуку официра у Пјонгјангу, од 2002. до 2007. године. Ким је стекао две дипломе, једну из физике на Универзитету Ким Ил Сунг, а другу као официр војске на Војном универзитету Ким Ил Сунг.
Крајем фебруара 2018. године, Ројтерс је објавио да су Ким и његов отац користили фалсификоване пасоше — наводно издате од стране Бразила и датиране 26. фебруара 1996. године — да би поднели захтев за визе у разним земљама. Оба пасоша, важећа 10 година, носе печат на којем пише „Амбасада Бразила у Прагу“. У пасошу Ким Џонг Уна пише име „Јосеф Пваг“ и датум рођења 1. фебруар 1983. године.
Дуги низ година, само једна потврђена његова фотографија је била позната ван Северне Кореје, очигледно снимљена средином 1990-их, када је имао једанаест година. Повремено су се појављивале и друге наводне његове слике, али су често биле оспораване. Тек у јуну 2010. године, непосредно пре него што је добио званичне положаје и јавно представљен севернокорејском народу, објављене су додатне Кимове фотографије, снимљене док је похађао школу у Швајцарскоj. Прва званична слика њега као одрасле особе била је групна фотографија објављена 30. септембра 2010. године, на крају партијске конференције која га је ефикасно помазала, на којој седи у првом реду, два места од свог оца. Након тога су уследили филмски снимци на којима он присуствује конференцији.

## Очев наследник

### Спекулације са Партијске конференције пре 2010.
Ким Џонг Унов најстарији полубрат, Ким Џонг-нам, био је фаворит за наследника, али је наводно пао у немилост после 2001. године, када је ухваћен у покушају да уђе у Јапан са лажним пасошем како би посетио Токијски Дизниленд. Ким Џонг-нам је убијен у Малезији 2017. године од стране осумњичених севернокорејских агената.
Бивши лични кувар Ким Џонг Ила, Кенџи Фуџимото, открио је детаље о Ким Џонг Уну, са којим је имао добар однос, наводећи да је био фаворит да буде наследник свог оца. Фуџимото је такође рекао да је отац фаворизовао Џонг Уна у односу на старијег брата, Ким Џонг Чула, образлажући да је Џонг Чул превише женственог карактера, док је Џонг Ун „баш као његов отац“. Штавише, Фуџимото је изјавио да „ако се власт преда, онда је Џонг Ун најбољи за то. Има врхунске физичке дарове, много пије и никада не признаје пораз“. Такође, према Фуџимоту, Џонг Ун пуши цигарете Yves Saint Laurent, воли виски Џони Вокер и има луксузни седан Mercedes-Benz 600. Када је Џонг Ун имао 18 година, Фуџимото је описао епизоду у којој је Џонг Ун једном довео у питање свој раскошан начин живота и питао: „Ми смо овде, играмо кошарку, јашемо коње, возимо скутере на води, забављамо се заједно. Али шта је са животима просечних људи?“ Дана 15. јануара 2009. године, јужнокорејска новинска агенција Јонхап је известила да је Ким Џонг Ил именовао Ким Џонг Уна за свог наследника.
Дана 8. марта 2009. године, BBC News је известио да је Ким Џонг Ун био на гласачком листићу за изборе 2009. године за Врховну народну скупштину, парламент Северне Кореје. Накнадни извештаји су указивали да се његово име није појавило на листи посланика, али је касније унапређен на средњу позицију у Националној одбрамбеној комисији, највишем телу за доношење одлука у држави и највишој организацији севернокорејске војске у то време.
Од 2009. године, стране дипломатске службе су разумеле да ће Ким наследити свог оца Ким Џонг Ила као шеф Корејске радничке партије и де факто вођу Северне Кореје. Именован је као „Бриљантни друг“. Његов отац је такође замолио особље амбасаде у иностранству да се закуне на лојалност његовом сину. Такође је било извештаја да су грађани Северне Кореје били охрабрени да певају новокомпоновану „песму хвале“ Ким Џонг Уну, на сличан начин као што се певају песме хвале које се односе на Ким Џонг Ила и Ким Ил Сунга. Касније, у јуну, објављено је да је Ким тајно посетио Кину како би се „представио“ кинеском руководству. Кинеско министарство спољних послова је снажно негирало да се ова посета догодила.
У септембру 2009. године објављено је да је Ким Џонг Ил обезбедио подршку за план сукцесије, након пропагандне кампање. Неки верују да је Ким Џонг Ун био умешан у потапање брода Чонан и бомбардовање Јеонпјонга како би ојачао своје војне акредитиве и олакшао успешну транзицију власти од свог оца.

### Заменик председавајућег Централне војне комисије
Ким Џонг Ун је постављен за деџанга, еквивалент генерала са четири звездице у Сједињеним Државама, 27. септембра 2010. године, дан пре ретке конференције Радничке партије Кореје у Пјонгјангу, први пут када су га севернокорејски медији поменули по имену и упркос томе што није имао претходног војног искуства. Упркос унапређењу, нису објављени даљи детаљи, укључујући проверљиве портрете Кима. Дана 28. септембра 2010. године, именован је за потпредседника Централне војне комисије и именован у Централни комитет Радничке партије, у очигледном наговештају да постане наследник Ким Џонг Ила.
Дана 10. октобра 2010. године, Ким Џонг Ун је био поред свог оца када је присуствовао прослави 65. годишњице владајуће Радничке партије. Ово је виђено као потврда његове позиције као следећег лидера Радничке партије. Догађају је одобрен невиђени приступ међународне штампе, што додатно указује на важност присуства Ким Џонг Уна. У јануару 2011. године, режим је наводно почео са чисткама око 200 штићеника Ким Џонг Уновог тече, Џанг Сонг Тека, и О Кук Рјола, потпредседника Националне одбрамбене комисије, било притварањем или погубљењем како би се додатно спречило било ко од њих да се ривалски понаша са Џонг Уном.

## Врховни вођа Северне Кореје
Дана 17. децембра 2011. године, Ким Џонг Ил је преминуо. Упркос плановима старијег Кима, након његове смрти није било одмах јасно да ли ће Ким Џонг Ун заиста преузети пуну власт и каква ће бити његова тачна улога у новој влади. Неки аналитичари су предвидели да ће, када Ким Џонг Ил умре, Џанг Сонг Тек бити регент, јер је Ким Џонг Ун био превише неискусан да одмах води земљу.
Након очеве смрти, Ким Џонг Ун је проглашен „великим наследником револуционарне ствари Џучеа“, „изузетним вођом странке, војске и народа“, и „поштованим другом који је идентичан врховном команданту Ким Џонг Илу“, и постављен је за председника сахране Ким Џонг Ила. Корејска централна новинска агенција (KCNA) описала је Ким Џонг Уна као „велику особу рођену из неба“, пропагандни израз који су користили само његов отац и деда. Владајућа Радничка партија Кореје такође је у уводнику рекла: „Заветујемо се са крвавим сузама да ћемо Ким Џонг Уна називати нашим врховним командантом, нашим вођом.“
Јавно је проглашен врховним командантом Корејске народне армије 24. децембра 2011. године, а формално је именован на ту функцију 30. децембра 2011. године када је Политички биро Централног комитета Радничке партије Кореје „љубазно прогласио да је драги и поштовани Ким Џонг Ун, потпредседник Централне војне комисије Радничке партије Кореје, преузео врховну команду Корејске народне армије“.
Дана 26. децембра 2011. године, водећи севернокорејски лист Родонг Синмун је објавио да је Ким Џонг Ун вршио дужност председника Централне војне комисије, и врховног вође земље, након смрти свог оца.
Дана 27. марта 2012. године, Ким је изабран на 4. конференцији Радничке партије Кореје. Дана 11. априла, та конференција је избацила место генералног секретара из партијске повеље и уместо тога именовала Ким Џонг Ила за „Вечног генералног секретара“ странке. Конференција је потом изабрала Ким Џонг Уна за вођу странке под новоствореном титулом Првог секретара. Ким Џонг Ун је такође преузео очево место председника Централне војне комисије, као и очево старо место у Президијуму Политбироа. У говору одржаном пре конференције, Ким Џонг Ун је изјавио да је „Прожимање целог друштва кимилсунгизмом–кимџонгилизмом највиши програм наше странке“. Дана 11. априла 2012. године, 5. седница 12. Врховне народне скупштине именовала је Ким Џонг Уна за „Првог председника Националне одбрамбене комисије“, пошто је и функција „председника Националне одбрамбене комисије“ такође укинута.
У јулу 2012. године, Ким Џонг Ун је унапређен у конгвагук вонсу (преведено као маршал републике), највиши активни чин у војсци. Одлуку су заједнички донели Централни комитет и Централна војна комисија Радничке партије Кореје, Национална одбрамбена комисија и Президијум Врховне народне скупштине, објавила је накнадно Корејска централна новинска агенција. Једини виши чин је Тевонсу (отприлике преведено као Велики маршал или Генералисимус), који је носио Кимов деда, Ким Ил Сунг, а који је постхумно додељен његовом оцу, Ким Џонг Илу, у фебруару 2012. године. Унапређење је потврдило Кимову улогу врховног вође севернокорејске војске и уследило је неколико дана након што је начелника Генералштаба Ри Јонг Хоа заменио Хјон Јонг Чол.
Дана 9. марта 2014. године, Ким Џонг Ун је изабран за место у Врховној народној скупштини, једнодомном законодавном телу земље. Кандидовао се без противкандидата, али су бирачи имали могућност да гласају за или против. Излазност бирача била је рекордна и, према речима владиних званичника, сви су гласали „за“ у његовом матичном округу Планина Пекту. Врховна народна скупштина га је потом поново изабрала за првог председника Комисије за националну одбрану.

### Реформе
Ким је променио унутрашњу динамику моћи Северне Кореје, повећавајући утицај РПК-а, а истовремено смањујући моћ војске. У мају 2016. године, организовао је 7. конгрес РПК-а, први конгрес од 1980. године. На конгресу, Ким је постао председник РПК-а, који је заменио првог секретара РПК-а.
Врховна народна скупштина (ВНС) изменила је устав у јуну 2016. године, укинувши Националну одбрамбену комисију (НДК) осим у ратним временима, и заменивши је Комисијом за државне послове (КПД), која је именована за „врховно политички оријентисано руководно тело државне власти“. Ким је постао председник Комисије за државне послове 29. јуна 2016. године. Ови амандмани означили су смањење утицаја војске, при чему је новооснована КДП укључивала више цивилних и мање војних чланова него НДК.
Током парламентарних избора у Северној Кореји 2019. године, Ким Џонг Ун је постао први севернокорејски лидер који није учествовао као кандидат за Скупштину. Устав је додатно измењен 2019. године од стране Скупштине. Помињање Џучеа и Сонгуна замењено је терминима кимилсунгизам-кимџонгилизам, а устав је прописао да је мисија севернокорејских оружаних снага да „бране до смрти Централни комитет Партије на челу са великим другом Ким Џонг Уном“; ово је учинило Кима првим севернокорејским лидером који је именован у уставу док је тренутно био на власти. Председник Комисије за државне послове измењен је тако да буде „врховни вођа који представља државу“, чиме је Ким Џонг Ун ефективно постао шеф државе; раније је председник Президијума Скупштине био де факто шеф државе. Председник је такође именован за врховног команданта оружаних снага, као и за „врховног представника целог корејског народа“.
У јануару 2021. године, РПК одржала је свој 8. конгрес, где је Ким поднео деветочасовни извештај у којем је признао пропусте у спровођењу економског плана и критиковао недостатке водећих званичника. Такође је похвалио нуклеарне капацитете земље и назвао Сједињене Државе главним непријатељем Северне Кореје. Ким Џонг Ун је изабран за генералног секретара РПК-а, што је заменило председника РПК-а. Претходно је титула генералног секретара „вечно“ додељена Ким Џонг Илу 2012. године. На конгресу је РПК такође поново потврдио своју посвећеност комунизму. Контролна комисија је укинута, а Централна ревизорска комисија је преузела своје дужности. Конгрес је био јединствен и по томе што на његовој позадини нису били портрети Ким Ил Сунга и Ким Џонг Ила који су обично постављани, што сугерише жељу да Ким остави свој траг у политици земље.
Конгрес је обележио консолидацију контроле РПК над војском, као и даље смањење моћи војске; Број војних делегата је опао са 719 на 7. конгресу на 408. Чланови Политбироа су се повећали са 28 на 30, иако је чланство у војној елити смањено са осам на шест. Утицај Комитета странке КПА и Генералног политичког бироа (ГПБ) је смањен; ранг комитета је сада једнак покрајинским партијским комитетима, док је раније био изнад њих. ГПБ такође више није био једнак Централном комитету, док је Централна војна комисија добила ефективну команду над оружаним снагама. „Политика која војску ставља на прво место“ је такође уклоњена из повеље, а замењена је са „политиком која народ ставља на прво место“.
Под Кимом, Северна Кореја је променила имена неколико канцеларија и институција у ономе што је новинска агенција Јонхап назвала као покушај да се представи као „нормална држава“. Министарство народних оружаних снага преименовано је у Министарство одбране у јануару 2021. године, док су државни медији почели да називају Кима „председником државних послова“ уместо „председавајућем“ у чланцима на енглеском језику почевши од фебруара 2021. године.
У новембру 2021. године, Јужнокорејска национална обавештајна служба известила је да је севернокорејска влада почела да користи термин „кимџонгунизам“, у настојању да успостави независни идеолошки систем усредсређен на Кима. Аналитичар Кен Гаус је ово описао као Кима „сада спремног да чврсто стави свој печат на режим“.

### Култ личности
Ким Џонг Ун често изводи симболичне радње које га повезују са култом личности његовог оца и деде. Као и они, Ким Џонг Ун редовно обилази земљу, дајући „директне смернице“ на разним локацијама. Севернокорејски државни медији га често називају „Поштовани друг Ким Џонг Ун“ или „Маршал Ким Џонг Ун“.
9. јануара 2012. године, Корејска народна армија је одржала велики скуп испред Кумсусан палате Сунца како би одала почаст Ким Џонг Уну и показала лојалност.
15. априла 2012. године, током војне параде поводом стогодишњице Ким Ил Сунга, Ким Џонг Ун је одржао свој први јавни говор, „Хајде да динамично марширамо ка коначној победи, држећи више заставу Сонгун“. Тај говор је постао основа химне посвећене њему, „Напред ка коначној победи“.
У новембру 2012. године, сателитски снимци открили су пропагандну поруку дугу пола километра уклесану у брдо у провинцији Рјанганг, на којој је писало: „Живео генерал Ким Џонг Ун, сијајуће сунце!“

### Економска политика
Ким Џонг Ун промовише политику бјунгђина, сличну политици свог деде Ким Ил Сунга из 1960-их, развијајући националну економију паралелно са програмом нуклеарног наоружања земље. Скуп свеобухватних економских мера, „Социјалистички систем корпоративне одговорности [ко]“, уведен је 2013. године. Мере повећавају аутономију предузећа тако што им дају „одређена права да се аутономно баве пословним активностима и подижу вољу за радом кроз одговарајућу имплементацију социјалистичког система дистрибуције“. Још један приоритет економских политика те године била је пољопривреда, где је имплементиран систем одговорности поџон (повртњак). Систем је наводно постигао значајно повећање производње у неким колективним фармама.
Севернокорејски медији су описали економију као „флексибилан колективистички систем“ где су предузећа примењивала „активне и еволутивне акције“ како би постигла економски развој. Ови извештаји одражавају Кимову општу економску политику реформе управљања, повећања аутономије и подстицаја за економске актере. Овај скуп реформи познат као „мере од 30. маја“ потврђује и социјалистичко власништво и „објективне економске законе у вођењу и управљању“ ради побољшања животног стандарда. Остали циљеви мера су повећање доступности домаће робе на тржиштима, увођење одбрамбених иновација у цивилни сектор и подстицање међународне трговине.
У Пјонгјангу је дошло до грађевинског бума, што је граду донело боје и креативне архитектонске стилове. Док је у прошлости био фокус на изградњи споменика, влада Ким Џонг Уна је изградила забавне паркове, водене паркове, клизалишта, делфинаријум и скијалиште. Ким активно промовише потрошачку културу, укључујући забаву и козметику. Такође је надгледао изградњу туристичких атракција у земљи.
Ким је покушао да ублажи несташицу хране у Северној Кореји, иако се ситуација са храном погоршала током пандемије КОВИД-19. У марту 2023. године, током пленарне седнице РПК-а, позвао је на подстицање пољопривредне производње, рекавши да је „важно концентрисати се на повећање приноса на свим фармама“.

### Чистке и погубљења
Као и код свих извештаја о Северној Кореји, извештаје о чисткама и погубљењима је тешко проверити. Тврдње из 2013. године да је Ким Џонг Ун погубио своју бившу девојку, певачицу Хјон Сонг Вол, због кршења закона о порнографији испоставиле су се као лажне. У мају 2016. године, аналитичари су били изненађени када су открили да је генерал Ри Јонг Гил, за кога је Јужна Кореја известила да је погубљен раније те године, заправо жив и здрав.
У децембру 2013. године, Ким Џонг Унов теча, Џанг Сонг Тек, ухапшен је и погубљен због издаје. Верује се да је Џанг погубљен стрељањем. Јонхап је изјавио да је, према више неименованих извора, Ким Џонг Ун такође погубио чланове Џангове породице, како би потпуно уништио све трагове Џанговог постојања кроз „опсежна погубљења“ његове породице, укључујући децу и унуке свих блиских рођака. Међу онима који су наводно убијени у Кимовом чишћењу су Џангова сестра Џанг Кје Сун, њен муж и амбасадор на Куби, Џон Јонг Ђин, и Џангов нећак и амбасадор у Малезији, Џанг Јонг Чол. Наводно су убијена и два нећакова сина. У време Џанговог уклањања, објављено је да је „откриће и чишћење Џанг групе... учинило нашу странку и револуционарне редове чистијим...“ и након његовог погубљења 12. децембра 2013. државни медији упозорили су да војска „никада неће помиловати све оне који не послушају наређење Врховног команданта“.
О Санг Хон је био заменик министра безбедности у Министарству народне безбедности у влади Северне Кореје, који је наводно убијен у политичком чишћењу 2014. године. Према јужнокорејским новинама Чосун Илбо, О је погубљен бацачем пламена због своје улоге у подржавању Ким Џонг Уновог тече Џанг Сонг Тека.

### Кршења људских права
Слично свом оцу и деди, Ким влада Северном Корејом као тоталитарном државом. У јануару 2013. године, висока комесарка УН за људска права Нави Пилај изјавила је да се ситуација са људским правима у Северној Кореји није побољшала откако је Ким преузела власт и позвала на истрагу. Извештај о стању људских права у Северној Кореји у фебруару 2013. који је поднео специјални известилац Уједињених нација Марзуки Дарусман предложио је оснивање истражне комисије УН. Извештај истражне комисије објављен је у фебруару 2014. године и сугерисао је да би Ким „могуће“ могао бити позван на одговорност за злочине против човечности пред Међународним кривичним судом.
У јулу 2016. године, Министарство финансија Сједињених Држава увело је личне санкције Киму. Иако је његово учешће у кршењу људских права наведено као разлог, званичници су рекли да су санкције усмерене на нуклеарне и ракетне програме земље. У јуну 2017. године, председник САД Доналд Трамп осудио је „брутални“ режим Ким Џонг Уна и описао Кима као „лудака“ након смрти америчког студента Ота Вормбира који је био затворен током посете Северној Кореји. Међутим, 2019. године, председник Трамп је рекао да верује да Ким није одговоран за Вормбијерову смрт.

### Развој нуклеарног оружја
Под Ким Џонг Уном, Северна Кореја је наставила да развија нуклеарно оружје, тестирајући бомбе у фебруару 2013, јануару и септембру 2016. и септембру 2017. године. Од 2021. године, Северна Кореја је тестирала скоро 120 ракета, четири пута више него у време његовог оца и деде. До 2023. године, тај број се попео на укупно 226. Према неколико аналитичара, Северна Кореја сматра нуклеарни арсенал виталним за одвраћање напада и мало је вероватно да би Северна Кореја покренула нуклеарни рат. Према речима вишег истраживача RAND Corporation, Ким Џонг Ун верује да је нуклеарно оружје гаранција опстанка његовог режима. У 2022. години процењено је да Северна Кореја има око 45-55 комада нуклеарног оружја.
Године 2012, поводом 100. годишњице рођења Ким Ил Сунга, рекао је: „Дани су заувек прошли када су нас наши непријатељи могли уцењивати нуклеарним бомбама“. На пленарном састанку Централног комитета Радничке партије одржаном 31. марта 2013. године, објавио је да ће Северна Кореја усвојити „нову стратешку линију о спровођењу економске изградње и истовременој изградњи нуклеарних оружаних снага“.
Током 7. конгреса Радничке партије 2016. године, Ким Џонг Ун је изјавио да Северна Кореја „неће прва употребити нуклеарно оружје осим ако агресивне непријатељске снаге не употребе нуклеарно оружје да би нападнуле наш суверенитет“. Међутим, у другим приликама, Северна Кореја је претила „превентивним“ нуклеарним нападима против напада који предводе САД. У децембру 2015. године, Ким је изјавио да је његова породица „претворила ДНРК у моћну нуклеарну државу спремну да детонира самосталну атомску и водоничну бомбу како би поуздано бранила свој суверенитет и достојанство нације“.
У свом новогодишњем говору 2. јануара 2017. године, Ким Џонг Ун је рекао да је земља у „последњој фази“ припрема за тестирање интерконтиненталне балистичке ракете (МБР). Северна Кореја је 4. јула спровела први јавно објављени летни тест своје МБР Хвасонг-14, темпиран да се поклопи са прославом Дана независности САД. 3. септембра земља је спровела свој шести нуклеарни тест. 28. новембра 2017. Северна Кореја је тестирала ракету Хвасонг-15, која је постала прва балистичка ракета коју је развила Северна Кореја, а која је теоретски способна да досегне цело копно САД. Као одговор, Савет безбедности Уједињених нација увео је низ санкција против Северне Кореје због њеног нуклеарног програма и ракетних тестова.
До 2022. године, изјављени политички став Северне Кореје био је да нуклеарно оружје „никада неће бити злоупотребљено или коришћено као средство за превентивни удар“, али ако постоји „покушај прибегавања војној сили против нас“, Северна Кореја може унапред употребити своју „најмоћнију офанзивну снагу да их казни“. Ово није била потпуна политика забране прве употребе. Ова политика се променила 2022. године законом који је усвојила Врховна народна скупштина, а који наводи да ће у случају напада на највише руководство или систем нуклеарне команде и контроле, нуклеарни напади на непријатеља бити аутоматски покренути. Поред тога, нови закон указује да ако Ким Џонг Ун буде убијен, овлашћење за нуклеарне ударе прелази на високог званичника.

### Спољни односи

#### Кина
Односи између Северне Кореје и Кине, дугогодишњег најближег партнера Северне Кореје, у почетку су се погоршали под Кимом због његовог програма нуклеарног оружја. Дана 30. новембра 2012. године, Ким се састао са Ли Ђијангуом, чланом Политбироа владајуће Комунистичке партије Кине и првим потпредседником Сталног комитета Националног народног конгреса, који је „информисао Кима о 18. Националном конгресу Комунистичке партије Кине“, према званичној новинској агенцији државе, Корејској централној новинској агенцији. Писмо генералног секретара Комунистичке партије Кине Си Ђинпинга је лично достављено током дискусије.
Кина је осудила нуклеарне пробе Северне Кореје 2013, 2016, и 2017. Кина је такође забранила увоз севернокорејског угља у фебруару 2017, док је спроводила санкције Савета безбедности УН Северној Кореји уведене 2017. године. Као одговор, Корејска централна новинска агенција објавила је невиђену критику Кине, оптужујући је за „шовинизам великих сила“; КЦНА је касније објавила чланке у којима је критиковала кинеске државне медије.
Односи су почели да се побољшавају у марту 2018. године, када је Ким посетио Пекинг, састајући се са генералним секретаром КПК Си Ђинпингом, што је било његово прво путовање у иностранство од преузимања власти. Од 7. до 8. маја, Ким је направио другу посету Кини, састајући се са Сијем у Даљену. Још један трећи састанак догодио се 19. и 20. јуна, када је Ким отпутовао у Пекинг да се састане са Сијем. Ким се поново састао са Сијем у Пекингу од 7. до 10. јануара 2019. године. 20. и 21. јуна 2019. године, Си је отпутовао у Пјонгјанг, што је била прва посета кинеског лидера Северној Кореји од посете генералног секретара КПК Ху Ђинтаоа 2005. године.

#### Јужна Кореја и САД
У свом новогодишњем говору 2018. године, Ким је објавио да је отворен за дијалог са Јужном Корејом с циљем учешћа на предстојећим Зимским олимпијским играма у Јужној Кореји. Телефонска линија између Сеула и Пјонгјанга поново је отворена после скоро две године. Северна и Јужна Кореја су заједно марширале на церемонији отварања Олимпијских игара и извеле уједињени женски хокејашки тим. Поред спортиста, Ким је послао невиђену делегацију високог нивоа, укључујући његову сестру Ким Јо Џонг и председника Президијума Ким Јонг Нама, као и извођаче попут оркестра Самџијон. Дана 5. марта, састао се са шефом Канцеларије за националну безбедност Јужне Кореје, Чунг Уи Јонгом, у Пјонгјангу.
Амерички председник Доналд Трамп је 17. септембра 2017. исмејао је лидера Кима Џонг Уна као „ракеташа”, док су саветници Беле куће упозорили да ће се та изолована земља суочити са уништењем уколико не стави тачку на своје оружане програме и ратоборне претње.
На међукорејском самиту у априлу 2018. године, Ким и јужнокорејски председник Мун Џеин потписали су Панмунџомску декларацију, обавезујући се да ће до краја године претворити Корејски споразум о примирју у пуноправни мировни споразум, чиме би формално окончао Корејски рат.
Дана 26. маја, Ким је имао други и ненајављени састанак у севернокорејској страни Панмунџома, састајући се са Муном како би разговарали о свом предложеном самиту са америчким председником Доналдом Трампом у Сингапуру.
Дана 10. јуна, Ким је стигао у Сингапур и састао се са премијером Ли Сјенглунгом. Дана 12. јуна, Ким је одржао свој први самит са Трампом и потписао декларацију, потврђујући посвећеност миру, нуклеарном разоружању и репатријацији посмртних остатака америчких ратних погинулих. Ово је био први састанак између лидера Северне Кореје и Сједињених Држава.
У септембру, Ким је одржао још један самит са Мун Џеином у Пјонгјангу. Ким је пристао да демонтира севернокорејска постројења за нуклеарно оружје ако Сједињене Државе предузму реципрочне мере. Две владе су такође најавиле да ће успоставити тампон зоне на својим границама како би спречиле сукобе.
У фебруару 2019. године, Ким је одржао још један самит са Трампом у Ханоју, Вијетнам, који је Трамп прекинуо другог дана без договора. Трампова администрација је саопштила да Севернокорејци желе потпуно укидање санкција, док су Севернокорејци рекли да траже само делимично укидање санкција.
Дана 30. јуна 2019. године, у корејској демилитаризованој зони, Ким се поново састао са Трампом, топло се рукујући и изражавајући наду у мир. Ким и Трамп су се затим придружили Мун Џеину на кратком разговору. Разговори у Стокхолму почели су 5. октобра 2019. између преговарачких тимова САД и Северне Кореје, али су прекинути после једног дана. Током овог периода, Трамп и Ким су успоставили лични однос и разменили најмање 27 писама у којима су двојица мушкараца описивали топло лично пријатељство.
Међутим, до 2020. године, преговори су скоро потпуно застали без напретка у денуклеаризацији, а и Трамп и Ким су се фокусирали на домаћа питања. Министарство спољних послова Северне Кореје је те године додатно критиковало Трампову администрацију због „празних обећања“, и даље је предузело акцију рушењем четвороспратне зграде заједничке канцеларије за везу коју је делило са Јужном Корејом 17. јуна. Северна Кореја је даље игнорисала покушаје администрације председника Џоа Бајдена да се ступи у контакт, а Ким је у октобру 2021. рекао да „САД често шаљу сигнале да нису непријатељски настројене према нашој земљи, али да нема ниједног доказа да нису непријатељски настројене“, а такође је критиковао Јужну Кореју због „уништавања војне равнотеже на Корејском полуострву и повећања војне нестабилности и опасности“.
У децембру 2023. године, током говора на 9. пленуму 8. Централног комитета Радничке партије Кореје, Ким је позвао на „фундаменталан заокрет“ у ставу Северне Кореје према Јужној Кореји, називајући Југ „непријатељем“. Изјавио је да је „свеобухватни закључак странке након преиспитивања деценијама дугих међукорејских односа да се поновно уједињење никада не може постићи са оним одметницима из РК који су дефинисали 'уједињење апсорпцијом' и 'уједињење под либералном демократијом' као своју државну политику“, што је, како је рекао, у „оштрој супротности са нашом линијом националног поновног уједињења: једна нација, једна држава са два система“.
Ким је навео претензије јужнокорејског устава на цело Корејско полуострво и политику јужнокорејског председника Јун Сук Јола према северу као доказ да је Јужна Кореја неодговарајући партнер за поновно уједињење. Рекао је да су односи између две Кореје тренутно „државе непријатељске једна према другој и односи између две зараћене државе“ и више нису „крвни или хомогени“, настављајући рекавши да је „неприкладно“ разговарати о питању поновног уједињења „са овим чудним кланом [РК], који није ништа више од колонијалне марионете САД упркос реторичкој речи [коју смо раније користили] - 'сународници'. Ким је такође наложио РПК-у да реформише организације везане за међукорејске односе, укључујући Одељење Уједињеног фронта РПК-а.

#### Русија
Дана 25. априла 2019. године, Ким је одржао свој први самит са руским председником Владимиром Путином у Владивостоку.
Северна Кореја под Кимом подржала је руску инвазију на Украјину 2022. године, окривљујући „хегемонистичку политику“ САД за рат, признајући независност отцепљених држава Доњецке и Луганске Народне Републике у источној Украјини, као и признајући једнострану анексију Доњецке, Херсонске, Луганске и Запорошке области од стране Русије 30. септембра. У септембру 2022. године, америчке обавештајне службе су саопштиле да Русија купује милионе артиљеријских граната и ракета од Северне Кореје због санкција изазваних руском инвазијом на Украјину. Извештај Центра за стратешке међународне студије (CSIS) из фебруара 2023. године наводи да се, након пада на скоро нулу током ере КОВИД-19, трговина између Северне Кореје и Русије вратила на ниво пре пандемије.
У јулу 2023. године, руски министар одбране Сергеј Шојгу и кинеска делегација коју је предводио члан Политбироа Комунистичке партије Ли Хонгџонг стигли су у Северну Кореју поводом 70. годишњице завршетка Корејског рата. Шојгу се састао са Ким Џонг Уном и севернокорејским министром одбране Канг Сун Намом.
У септембру 2023. године, Ким Џонг Ун је посетио Русију у свом првом путовању у иностранство од 2019. године. Састанак је трајао више од четири сата на космодрому Восточни у Амурској области и описан је као темељ усклађивања интереса две земље. Током састанка, Ким је још једном пружио подршку „светој борби“ Русије против Запада, изражавајући своју „...подршку свим мерама које је предузела руска влада и поново користи ову прилику да потврди да ће увек бити уз Русију“. На питање да ли би Русија помогла Северној Кореји да изгради сателите, вероватно у замену за муницију, Путин је рекао: „Зато су [они] и дошли овде.“
Према НИС-у, Северна Кореја је извезла преко милион граната у Русију од августа 2023. године, у поређењу са укупно 2 милиона граната које су чланице НАТО-а обезбедиле Украјини од почетка руско-украјинског рата.
У фебруару 2024. године, Ким је добио аутомобил на поклон од Путина. Четири месеца касније, Путин је стигао у Пјонгјанг и разговарао са Кимом. То је била Путинова друга посета Северној Кореји од 2000. године. Обе стране су потписале Севернокорејско-руски споразум о свеобухватном стратешком партнерству као споразум о блиској међусобној одбрамбеној корпорацији и милитантном пријатељству.

### Пандемија ковида-19
Током 2020. године, Ким је тврдио да је постигао успех у борби против пандемије КОВИД-19 у Северној Кореји, након што је земљу ставио у изолацију и ограничио јавна окупљања.
У априлу 2020. године, тронедељно одсуство из јавности довело је до спекулација да је Ким тешко болестан или мртав, али нису пронађени јасни докази о било каквом здравственом проблему. Ретко се појављивао у јавности током наредних месеци, вероватно због здравствених проблема или ризика од КОВИД-19. У августу је објављено да је Ким препустио известан степен овлашћења својој сестри, Ким Јо Џонг, дајући јој одговорност за односе са Јужном Корејом и Сједињеним Државама и чинећи је својим де факто замеником команданта.
5. септембра 2020. године, Ким је обишао подручја погођена тајфуном Мајсак. Такође је заменио председника локалног покрајинског партијског комитета и наредио званичницима Пјонгјанга да воде напоре за опоравак. Његова владајућа странка је такође обећала оштре казне за градске и покрајинске званичнике, наводећи да нису успели да заштите становнике од катастрофе. Ким је отпустио Ким Сонг Ила, који је био председник Комитета Радничке партије Кореје покрајине Јужни Хамгјонг.
У јануару 2022. године објављен је севернокорејски документарац KCTV-а „2021, велика победничка година“, који се, изгледа, бави Кимовим изненадним губитком тежине и ретким јавним појављивањима. У њему се наводи да је Кимовo тело „потпуно увенуло“ док је „патио“ за народ током 2021. године, обављајући задатке који до тада нису били објављени док се Северна Кореја суочавала са „изазовима“ и „најгорим тешкоћама икада“.
Северна Кореја је тврдила да није открила случајеве КОВИД-19 до маја 2022. године, иако неколико јужнокорејских академика сумња у ову тврдњу, указујући на ограничења и економске податке. У мају 2022. године, Северна Кореја је објавила да је њена прва епидемија КОВИД-19 почела у априлу. На састанку са Радничком партијом Пакистана (РПК), Ким је наредио да се „сви градови и окрузи целе земље темељно закључају“ и позвао на мобилизацију резервних медицинских залиха за хитне случајеве. У данима који су уследили након објаве земље, пријављене су стотине хиљада нових случајева грознице, као и 27 смртних случајева повезаних са грозницом неидентификованог порекла, међу којима је један смртни случај потврђен као од варијанте Омикрон, према државном медију KCNA. Ким је даље говорио на наредном састанку РПК, наводећи да је вирус донео „велике немире“ његовој земљи и позвао странку и народ да остану јединствени и организовани у својим напорима да се боре против вируса. Ким је наставио да криви за кризу неспособност и неодговорност страначких организација, а такође је окривио „немар, укључујући предозирање дрогом, због недостатка познавања метода лечења“ као разлог за већину смртних случајева од епидемије. Као део одговора земље на епидемију КОВИД-19, Ким је изјавио да жели да учи из одговора Кине. До краја маја, севернокорејски државни медији су известили да је епидемија КОВИД-19 „контролисана и побољшана широм земље“ након поновне процене коју су спровели Ким и Раднички парламентарни комитет. У августу 2022. године, Ким Јо Џонг је назначила да се Џонг Ун заразио вирусом.

## Приватни живот

### Јавни имиџ
Часопис Forbes је рангирао Кима као 36. најмоћнију особу на свету 2018. године, што је највише међу Корејцима.
У анкети из 2013. године, 61,7% севернокорејских пребега у Јужној Кореји рекло је да Ким Џонг Уна вероватно подржава већина његових сународника, што је повећање у односу на 55,7% одобравања за његовог оца у сличној анкети спроведеној две године раније.
Надимак „Ким Дебели III“ (кинески: 金三胖; пинјин: Jīn Sān Pàng) почео је да буде популаран међу кинеским корисницима веб-сајтова Baidu и Weibo крајем 2016. године. Као одговор, севернокорејска влада је успешно поднела петицију кинеској влади да цензурише надимак на свим кинеским веб-сајтовима.
У анкети Јужнокорејаца спроведеној након међукорејског самита у мају 2018. године, 78% испитаника је рекло да верује Киму, у поређењу са 10% одобравања неколико месеци раније.

### Тежина
International Business Times је известио да Ким има 17 луксузних палата широм Северне Кореје, флоту од 100 (углавном европских) луксузних аутомобила, приватни авион и јахту од 30 метара. Родман је описао своје путовање на приватно острво у власништву Ким Џонг Уна: „То је као Хаваји, Ибица или Аруба, али он је једини који тамо живи.“
Године 2012, Business Insider је известио да постоје „знаци пораста луксузне робе... који се шире из Северне Кореје откако је Ким Џонг Ун преузео власт“ и да је његова „супруга Ри Сол-џу фотографисана како држи оно што је изгледало као скупа Dior торба, вредна скоро 1.594 долара – просечна годишња плата у Северној Кореји“. Према дипломатским изворима, „Ким Џонг Ун воли да пије и журка целу ноћ као његов отац и наручио је опрему за [увезену сауну] како би му помогла да победи мамурлук и умор.“
Године 2018, Ким је наводно примио два оклопна Мерцедеса-Мајбаха S600, сваки вредан 500.000 долара, путем илегалне мреже за испоруку, што је кршење међународних санкција.

### Здравље
Извештаји из 2009. године сугерисали су да је Ким Џонг Ун дијабетичар и да пати од хипертензије. Као и његов деда и отац, познато је и да пуши цигарете.
Ким Џонг Ун се није појављивао у јавности шест недеља у септембру и октобру 2014. Државни медији су известили да је патио од „непријатног физичког стања“. Пре тога је храмао. Када се поново појавио, користио је штап за ходање.
У септембру 2015. године, јужнокорејска влада је прокоментарисала да је Ким, изгледа, добио 30 kg телесне масе током претходних пет година, достигавши процењену тежину од 130 kg.
У априлу 2020. године, Ким није виђен у јавности 20 дана, што је довело до гласина да је критично болестан или мртав. У јуну 2021. године, након једномесечног одсуства из јавности, спољни посматрачи су приметили да је Ким значајно смршао. Спекулисало се да је изгубио 10 до 20 kg.
У јулу 2024. године, јужнокорејска обавештајна агенција је известила да је Ким повратио тежину и да пати од здравствених проблема повезаних са гојазношћу, укључујући висок крвни притисак и дијабетес. Севернокорејски званичници су наводно тражили нове лекове у иностранству за његово стање.

### Породица
Дана 25. јула 2012. године, севернокорејски државни медији су први пут известили да је Ким Џонг Ун ожењен Ри Сол Џу. Ри, за коју се верује да је била у раним двадесетим годинама, пратила је Ким Џонг Уна на јавним наступима неколико недеља пре објаве. Према речима јужнокорејског аналитичара, Ким Џонг Ил је брзоплето договорио брак након што је доживео мождани удар 2008. године, њих двоје су се венчали 2009. године, а сина су добили 2010. године. Денис Родман је, након посете 2013. године, известио да имају друго новорођенче, ћерку по имену Џу Ае. Према јужнокорејским обавештајним изворима, верује се да је пар добио треће дете, ћерку, у фебруару 2017. године.
Дана 18. новембра 2022. године, Ким Џонг Ун је виђен како прегледа кључне војне арсенале са својом ћерком Џу Ае. Њих двоје су поново виђени заједно на скупу са научницима за ракете касније истог месеца. Она га од тада редовно прати.
Кима понекад прати млађа сестра Ким Јо Џонг, за коју се каже да је кључна у стварању његовог јавног имиџа и организовању јавних догађаја за њега. Према речима Ким Јонг-хјуна, професора севернокорејских студија на Универзитету Донгук у Сеулу, и других, промоција Јо Џонг и других је знак да је „режим Ким Џонг Уна окончао коегзистенцију са остацима претходног режима Ким Џонг Ила спровођењем генерацијске замене на кључним елитним позицијама странке“.
Дана 13. фебруара 2017. године, Ким Џонг-нам, полубрат Ким Џонг Уна у егзилу, убијен је нервним агенсом VX док је шетао кроз Терминал 2 на међународном аеродрому Куала Лумпур. Верује се да је Ким Џонг Ун наредио атентат.

## Награде и почасти
- Јубиларна медаља „75 година победе у Великом отаџбинском рату 1941–1945“ (Русија, 2020) — додељена за напоре у очувању сећања на совјетске војнике који су погинули током совјетско-јапанског рата (1945) и сахрањени у Северној Кореји[261]